# Busters verden
Busters verden (en danès, El món de Buster) és una sèrie de televisió infantil danesa i una pel·lícula de 1984. Basada en una obra de teatre de Bjarne Reuter, Buster's verden tracta de les experiències del jove Buster Oregon Mortensen. La sèrie de televisió va ser un gran avenç per al director Bille August, i la banda sonora també va proporcionar un èxit per a la jove cantant Nanna Lüders Jensen.

## Antecedents
La sèrie de televisió es va basar en una obra de l'autor danès Bjarne Reuter. El 1984 Reuter va publicar la seva col·lecció Tre skuespil ("Tres obres de teatre"); una col·lecció que conté també En dag i Hector Hansens liv ("Un dia a la vida d'Hector Hansen") i "Kom der lys i neonrøret, gutter?" ("Hi havia llum a la làmpada de neó, nois?") a més de Busters Verden. El director Bille August ja havia treballat amb Reuter, a la pel·lícula de 1983 Zappa on el guió d’August es va basar en un llibre de Reuter. August encara era un director relativament desconegut fora de Dinamarca aleshores, però l'èxit que va tenir amb Buster va ajudar a obrir el camí per al seu avenç internacional. amb el Pelle el conqueridor, guanyador de l'Oscar el 1989.

## Sèrie de televisió
El protagonista de la sèrie és Buster Oregon Mortensen, interpretat per Mads Bugge Andersen. El pare d'en Buster (Peter Schrøder) és un mag a l'atur, del qual Buster aprèn a fer trucs de màgia. Buster també té una germana petita anomenada Ingeborg (Katarina Stenbeck), que té una discapacitat anomenada "cama rígida". Tant Buster com la seva germana són sovint assetjats per altres nens a l'escola, però manté una visió positiva sobre vida, i es confirma en el seu optimisme quan coneix i s'enamora de la nena prodigi del piano Joanna (Signe Dahl Madsen).
La sèrie constava de sis episodis de vint minuts cadascun, que es van emetre entre el 7 de gener i l'11 de febrer de 1984:
- Episodi 1: L'escola a la qual assisteix Buster està celebrant el 25è aniversari del director. Buster està pensat per fer un truc de màgia per a l'entreteniment, però acaba fent malbé la festa.[4]
- Episodi 2: Ingeborg està sent assetjat per Store-Lars (Big Lars), i Buster interfereix per la seva germana.[4]
- Episodi 3: Mentre distribueix llet a la seva bicicleta, Buster coneix la jove prodigi del piano Joanna i s'enamora.[4]
- Episodi 4: Ingeborg, com a noia exploradora, està organitzant una festa al jardí del vicari, i Buster ajuda.[4]
- Episodi 5: Buster no li va bé a l'escola i els professors creuen que la màgia li ocupa massa temps.[4]
- Episodi 6: La Johanna convida a Buster a actuar a la seva festa, però els convidats esnobs esperaven el piano de la Johanna, no els trucs de màgia de Buster.[4]

## Pel·lícula
La pel·lícula va ser una versió editada de la sèrie de televisió i es va estrenar el 4 d'octubre de 1984. S'ha hagut de reduir el contingut, dels 120 minuts originals a una hora i mitja. Els crítics encara estaven contents amb el resultat, però, ja que molts consideraven que el format de la pel·lícula donava a l'espectador una millor oportunitat de familiaritzar-se amb els personatges. Al 34è Festival Internacional de Cinema de Berlín de 1984 la pel·lícula va guanyar tant el Premi C.I.F.E.J. (Centre International du Film pour l'Enfance et la Jeuneusse) i el Premi UNICEF.

## Música
A l'agost se li va demanar a la cantant de vint anys i encara relativament desconeguda Nanna Lüders Jensen que proporcionés una cançó per a la sèrie de televisió. La cançó de Nanna, titulada simplement "Buster", es va convertir en un èxit instantani a Dinamarca i la va llançar a la fama nacional. S'han fet estudis amplis, nomenant la cançó "Buster" com la cançó més odiada de Dinamarca. La cançó també es pot trobar al seu àlbum, "Små Blå Breve".

## Controvèrsia
L'actor Mads Bugge Andersen no està content amb aquesta pel·lícula i amb tota l'atenció que li va donar. En general creu que hi ha massa poca atenció al costat negatiu de ser una estrella infantil.